# Róza Molnár

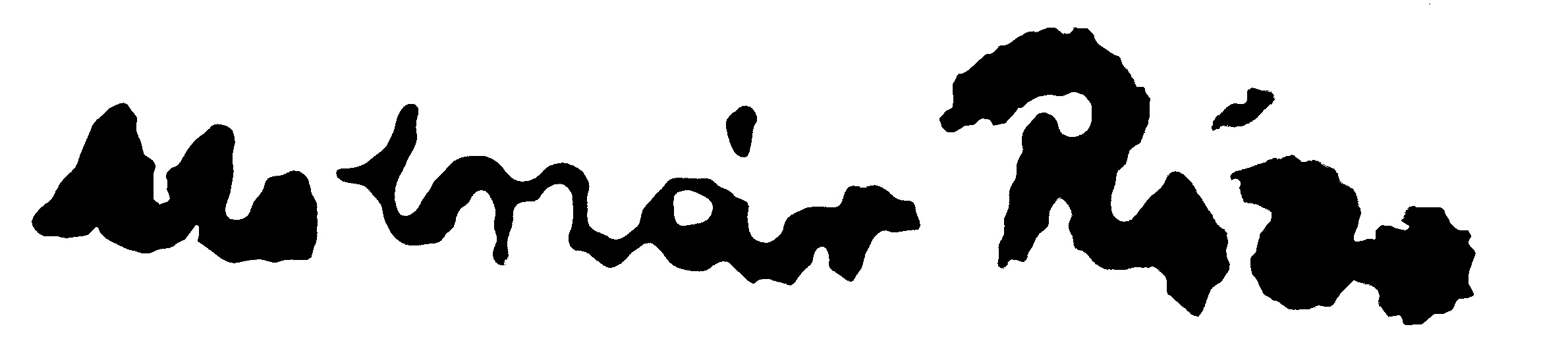
Unterschrift von Róza Molnár

Róza Molnár (* 11. Oktober 1900 in Monor; † 5. Mai 1977 in Vác) war eine ungarische Grafikerin und Malerin der Moderne.

## Leben und Werk
Von 1923 bis 1927 studierte sie an der Künstlerkolonie in Baia Mare unter István Réti und János Thorma, wo zum ersten Mal ihre Werke in einer Gruppenausstellung gezeigt wurden. In den 30er Jahren folgte ein langer Aufenthalt in Paris und ließ sich anschließend wieder in Baia Mare nieder. Als 1932 die Asociația Artelor Frumoase in Oradea gegründet wurde, nahm auch sie an der Gründungsversammlung teil. In den Jahren darauf zog Róza Mólnar zurück nach Ungarn, wo sie den Rest ihres Lebens verbrachte.
Sie schuf hauptsächlich Landschaften, Stillleben und Innenraumdarstellungen. Anfangs noch naturalistisch inspirierte, wurden die "späteren" Werke farbiger. Es entstanden auch Buchillustrationen.

## Ausstellungen
Einzelausstellungen
- 1938: Bukarest
- 1940: Bukarest
- 1942: Tamás Galéria, Budapest
- 1949: Fészek Klub, Budapest

Gruppenausstellungen
- 1958: Magyar Képzőművésznők kiállítása, Műcsarnok, Budapest
- 1962: Nagybányai festők emlékkiállítása, Magyar Nemzeti Galéria, Budapest